# Igor Decraene
Igor Decraene  nació el 26 de enero de 1996 en Waregem, siendo su data de deceso el 30 de agosto de 2014 en Zulte a la temprana edad de 18 años .
En 2012 consigue alzarse con el tercer puesto en el campeonato Belga contrarreloj para principiantes
En 2013 sería campeón de Bélgica y del mundo contrarreloj. También sería el ganador de la contrarreloj de las naciones Les Herbies-Vendée, además de conseguir el subcampeonato de Europa contrarreloj junior. 
En 2014 volvería a proclamarse campeón de Bélgica contrarreloj en la categoría junior. Lamentablemente, el 30 de agosto de 2014 fue embestido por un tren en Zulte donde perdería la vida a la temprana edad de 18 años.

## Palmarés
2012
- 3º en el Campeonato belga de Ciclismo en contrarreloj para principiantes[2]

2013
- Campeonato Belga Junior Contrarreloj[3]
- Campeonato del mundo Junior Contrarreloj[4]
- Campeonato de las naciones Les Herbies-Vendée[5]
- 2º Campeonato de Europa contrarreloj Junior

2014
- * Campeonato Belga Junior Contrarreloj[6]